# 赵弘安
赵弘安（?—?），赵弘智的弟弟，官至行台郎中。他曾经在薛举手下，在张贵想要砍杀常达时阻拦，后来窦轨虽然知道他是名士，依旧经常鞭打赵弘安。贞观时期在弟弟的照养下去世。

## 世系
- 赵肃：祖父，北周车骑大将军。
- 赵轨：父亲，北周寿州总管长史。
- 赵弘智：弟弟，唐国子祭酒、崇贤馆学士。

### 书目
- 北史
- 旧唐书

### 引用
1. ↑  《旧唐书》卷十一：“行台郎中赵弘安知名士也轨动辄榜棰”
2. ↑  《旧唐书》列传第一三八：“弘智事兄弘安同于事父所得俸禄皆送于兄处及兄亡哀毁过礼”